# Жигитов, Салижан
Салижан Жигитов (кирг. Салижан Жигитов; 17 марта 1936, Кулдук, Ошская область — 11 февраля 2006, Бишкек) — советский и киргизский поэт, литературный критик, переводчик, публицист и общественный деятель. Доктор филологических наук (1992). Профессор (1999). Народный писатель Киргизии (2005).

## Биография
Родился 17 марта 1936 года в селе Кулдук нынешнего Узгенского района Ошской области Кыргызстана. До 1951 года учился в семилетней школе «Кызыл-Октябрь», с этого же года продолжил обучение в средней школе №5 города Фрунзе (ныне Бишкек), которую окончил в 1954 году. В том же году поступил на филологический факультет Киргизского государственного университета (КГУ). После выпуска в 1959 году, Салижан Джигитов работал учителем, с 1961 на протяжении года — младшим научным сотрудником сектора советской литературы Института языка и литературы Академии наук Киргизской ССР. В 1962 году поступил в аспирантуру при АН Киргизской ССР — после защиты диссертации «Вопросы традиций и новаторства в киргизской советской поэзии» получил степень кандидата филологических наук.
С 1966 по 1973 год был преподавателем в КГУ. С 1974 на протяжении четырёх лет Салижан Джигитов работал заместителем главного редактора Киргизской советской энциклопедии, а после — заведующим отделом Института языка и литературы до 1992 года. Спустя год занял должность советника Президента Кыргызской Республики, позже — специальным и полномочным послом Кыргызстана в Узбекистане.
С 1996 по 2000 был проректором Кыргызско-Турецкого университета «Манас», затем перешёл на должность директора этого же университета.
Скончался 11 февраля 2006 года.

## Творчество
Дебютировал как поэт в 1950-х годах. Мастер художественной пародии. В 1971 году вышел первый сборник стихов «Иймандай сырым мейн». Литературно-критические сборники «Песни и годы» (1972), «На пути к известиям» (1975), «Проблемы художественной речи» (1982), «Уроки вчерашнего дня, требования сегодняшнего дня» (1990).
Автор повести «Восход солнца» («История собаки»). Перевёл на киргизский язык произведения Антуана де Сент-Экзюпери, Назыма Хикмета, Мустая Карима и др.
В монографиях «Киргизская литература 1920-х годов» (1994), «Обретение новых традиций» (1994), «Акынды цори жовы» (1998) исследовал вопросы создания, становления и развития киргизской письменной литературы, взаимосвязи между фольклором и литературой, роль художественной литературы в общественной жизни, традиционные и новые формы поэзии, а также творчество ряда киргизских поэтов и писателей.
Внёс большой вклад в создание первой в истории киргизского народа многотомной национальной и универсальной энциклопедии, в формирование энциклопедического стиля. Написал статьи о важных вопросах общественно-политической жизни страны в прошлом, а также несколько работ, посвященных новому анализу и осмыслению истории литературы.

## Награды
- Медаль «Данк»
- Памятная юбилейная медаль «Манас-1000»
- 1994 — лауреат государственной премии в области науки и техники Киргизской Республики
- 2005 — народный писатель Киргизии.